# Gangliosidi

Un esempio di ganglioside

I gangliosidi sono composti appartenenti alla classe generale dei glicolipidi, particolarmente abbondanti nel cervello, ma presenti anche in molti altri tipi di tessuti. Devono il loro nome al fatto che sono stati isolati per la prima volta nei gangli. Contengono uno o più residui di acido sialico. Spesso si trova la sigla GM1, che sta per "Ganglioside Monosialico di tipo 1", cioè si definisce GM1 un ganglioside in cui è presente una sola molecola di acido sialico (monosialico); è possibile trovare anche diciture del tipo: GD1 (Di-sialico), GT1 (Tri-sialico), GQ1 (Quater-sialico)... Il numero accanto a GM sta ad indicare il tipo di ganglioside (di tipo 1, 2 o 3), in riferimento al numero di unità saccaridiche legate (con legame glicosidico) all'acido sialico (Acido N-acetilneuroaminico, N.A.N.A.): GM1: sfingosina + acido grasso + N.A.N.A. + β-D-Glucosio + β-D-Galattosio + N-acetil-D-galattosammina + β-D-Galattosio. GM2: sfingosina + acido grasso + N.A.N.A. + β-D-Glucosio + β-D-Galattosio + N-acetil-D-galattosammina. GM3: sfingosina + acido grasso + N.A.N.A. + β-D-Glucosio + β-D-Galattosio

## Funzione
I gangliosidi sono costituenti funzionalmente qualificati di siti recettoriali di membrana, in corrispondenza dei quali si legano effettori specifici, ad esempio neurotrasmettitori, ormoni, tossine batteriche ecc. per evocare risposte specifiche a livello delle sinapsi.

## Patologie associate
Le patologie congenite associate ad accumulo di gangliosidi in sede fagolisosomiale, dimostrato sperimentalmente avvenire in tale scompartimento da Strauss, sono due.
- Malattia di Tay-Sachs: dovuta a deficit di esosoaminidasi lisosomiale comporta l'insorgenza di una idiozia neurotica infantile con evidente deficienza neurologica. L'accumulo di gangliosidi GM2 avviene in zona corticale con conseguente disorganizzazione del parenchima e in sede retinica: il soggetto presenta fovea color rosso-ciliegia con contorno chiaro, possibile cecità.
- Sindrome di Hurler: mucopolisaccaridosi primaria a cui si associa una gangliosidosi secondaria, accumulo di GM1. Il deficit genetico colpisce l'enzima α-L-ialuronidasi la cui assenza comporta un accumulo periferico di mucopolisaccaridi a cui si associano epatosplenomegalia, cifoscoliosi e altri difetti scheletrici: i soggetti presentano il fenotipo tipico di gargoilismo. Nel Sistema Nervoso Centrale l'accumulo di mucopolisaccaridi è scarso ma abbastanza da regolare negativamente l'enzima β-galattosidasi: l'inattività della β-galattosidasi non permette la degradazione fagolisosomiale dei gangliosidi GM1 che si accumulo provocando una diminuita attività funzionale cerebrale quindi ritardo mentale.

Anticorpi contro il ganglioside GQ1b si riscontrano in un'elevata percentuale di casi di Sindrome di Miller Fisher, variante della Sindrome di Guillain Barré caratterizzata da oftalmoplegia, atassia e areflessia.

## Enzimi catalizzanti
La formazione dei gangliosidi avviene tramite la reazione chimica di vari enzimi tra cui:
- (N-acetilneuraminil)-galattosilglucosilceramide N-acetilgalattosaminiltransferasi